# Hammerskins

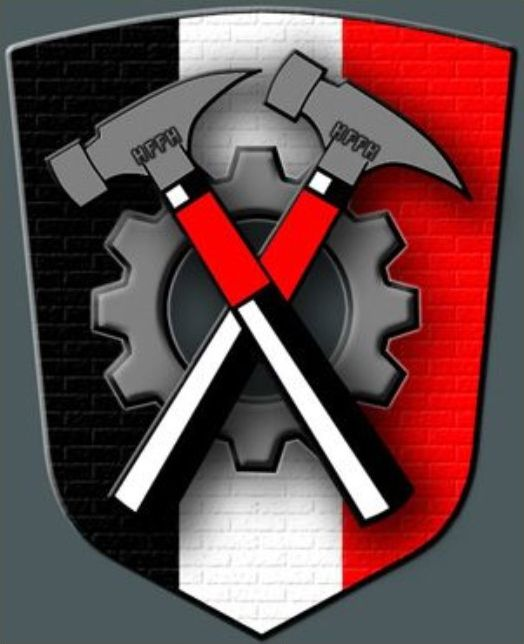
Hammerskin Nation

Hammerskins, (также известные как Hammerskin Nation) — белая расистская группировка основанная в 1988 году в Далласе, штат Техас.
Основным направлением деятельности является производство и продвижение «White power» музыки (также известной как Рок против коммунизма). Позже к «Hammerskins» присоединяется звукозаписывающий лейбл «9 % Productions». Они идеализируют борцов за «арийскую расу», которыми считают викингов и нацистов. Многие члены группировки были осуждены за преследования, нападения и даже убийства «небелых» . Название и символика Hammerskins взяты из The Wall, альбома 1979 года рок-группы Pink Floyd, по которому в 1982 году был снят фильм. 
«Хэммерскинс» считаются наиболее организованной группировкой наци-скинхедов в США. Борьба за власть расколола группу на несколько частей, некоторые из которых уже прекратили своё существование, но бывшие члены реорганизовались и лишь усилили группировку. Кроме пяти активных филиалов в США, они также имеют свои представительства в Канаде, Франции, Италии, Германии, Нидерландах, Венгрии, Португалии, Испании, Швеции, Новой Зеландии и Австралии. «Хэммерскинс» устраивают несколько ежегодных концертов включая «Хэммерфест», в честь погибшего соратника Джо Роуэн, вокалиста группы «Nordic Thunder».